# مایکل نیویس دیاز
مایکل نیویس دیاز (به پرتغالی: Michel Neves Dias) مهاجم اهل برزیل است که در شهر سائوپائولو و در تاریخ ۱۳ ژوئیهٔ ۱۹۸۰ به دنیا آمده‌است.
مایکل نیویس دیاز در تیم‌های فوتبال Juventude سابقهٔ حضور دارد.